# Samuel Spišák
Samuel Spišák (* 23. září 1992 Bratislava) je slovenský herec, dabér a vnuk režiséra Karola Spišáka.

## Život
Už jako 16letý se objevil ve filmu Nedodržaný sľub. Za tento film obdržel cenu na portugalském filmovém festivalu Festoria ve městě Setúbal pro nejlepšího herce. Zahrál si i v seriálu Obchod so šťastím, ve filmu Lóve a v minisérii Hořící keř. Diváci jej však znají hlavně ze seriálu Panelák kde ztvárňuje Patrika Janča.

## Filmografie
- 2008 – Obchod zo šťastím
- 2009 – Panelák
- 2009 – Nedodržaný sľub
- 2011 – Lóve
- 2013 – Hořící keř
- 2014 – Láska na vlásku